# 伦敦大学学院诺贝尔奖得主列表
伦敦大学学院（University College London）是英国著名大学，是伦敦大学联盟的加盟大学，也是G5超级精英大学的一员。
伦敦大学学院至今共拥有31位诺贝尔奖校友，是伦敦大学系统中众多院校中最多的。伦敦大学系统共拥有高达71位诺贝尔奖校友（數量多於牛津大學）。伦敦大学学院诺贝尔奖校友中包括“DNA双螺旋之父”弗朗西斯·克里克、“惰性气体之父”威廉·拉姆齐、亚洲首位诺贝尔奖得主罗宾德拉纳特·泰戈尔。伦敦大学学院也是2009年华人诺贝尔物理学奖得主“光纤之父”高锟的母校。

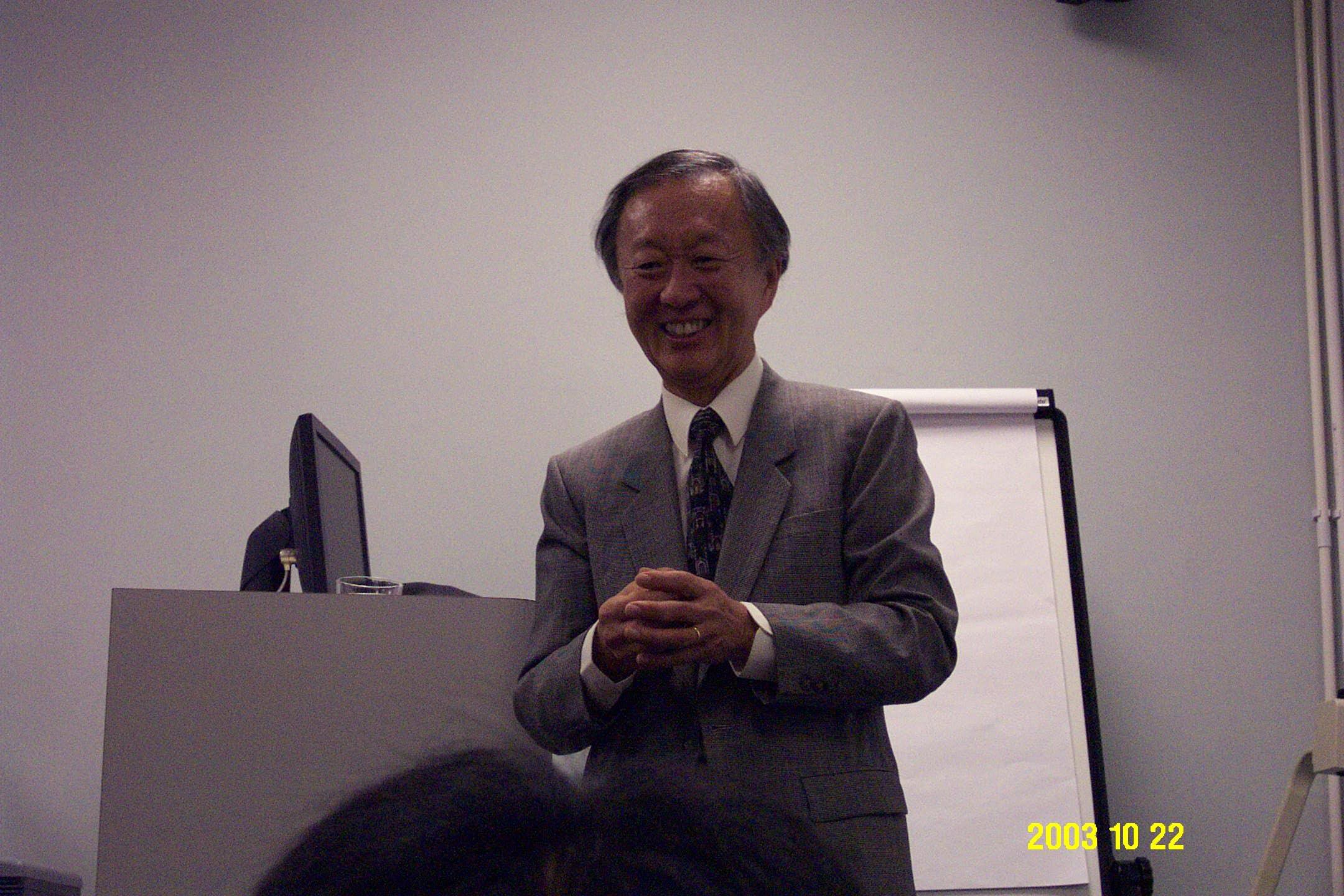
高锟教授在授课

## 诺贝尔奖得主
伦敦大学学院有下列诺贝尔奖得主校友：其中以诺贝尔医学或生理学奖得主最多。

### 诺贝尔物理学奖得主
1. 1915年：威廉·亨利·布拉格(Sir William Henry Bragg)：伦敦大学学院前奎恩物理教授1915-1923
2. 1928年：欧文·理查森(Owen Willans Richardson)：曾在伦敦大学学院学习，1904年获得MA/D.Sc（硕士、科学博士）学位
3. 2009年：高锟：1965年获得博士，同时在STL担任工程师。导师是哈罗德·巴洛。高锟有“光纤之父”、“光纤通讯之父”的美称。

### 诺贝尔化学奖得主

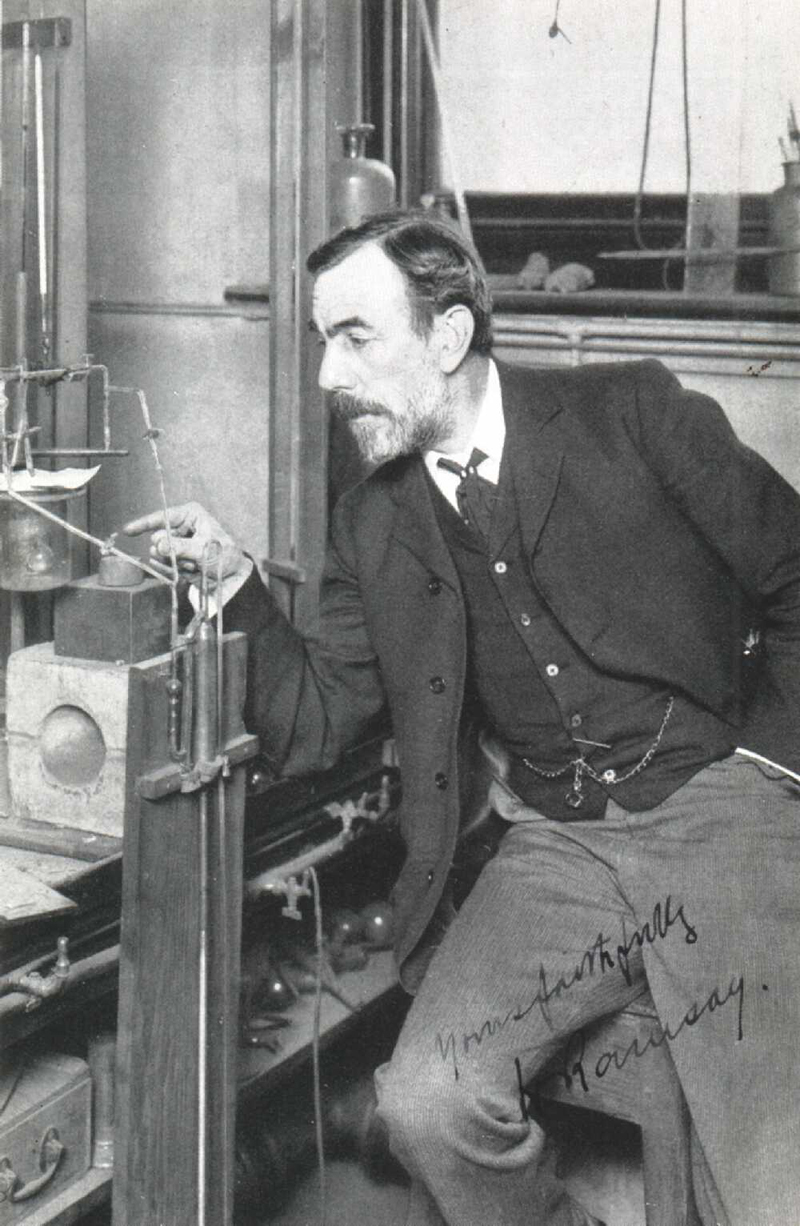
“稀有气体之父”威廉·拉姆齐在实验室工作.拉姆齐是UCL的化学教授。

1. 1904年：威廉·拉姆齐(Sir William Ramsay)：化学系教授及系主任1887–1913。稀有气体之父
2. 1921年：弗雷德里克·索迪(Frederick Soddy)：研究员
3. 1944年：奥托·哈恩(Otto Hahn)：研究员。核裂变之父
4. 1947年：羅伯特·魯賓遜(Sir Robert Robinson)：有机化学专业教授及主任1928–1930
5. 1955年：文森特·迪维尼奥(Vincent du Vigneaud)：博士后/研究员
6. 1959年：雅罗斯拉夫·海罗夫斯基(Jaroslav Heyrovský)：学士
7. 1967年：乔治·波特（George Porter）：自1967年起担任伦敦大学学院化学系访问教授。

### 诺贝尔医学或生理学奖得主

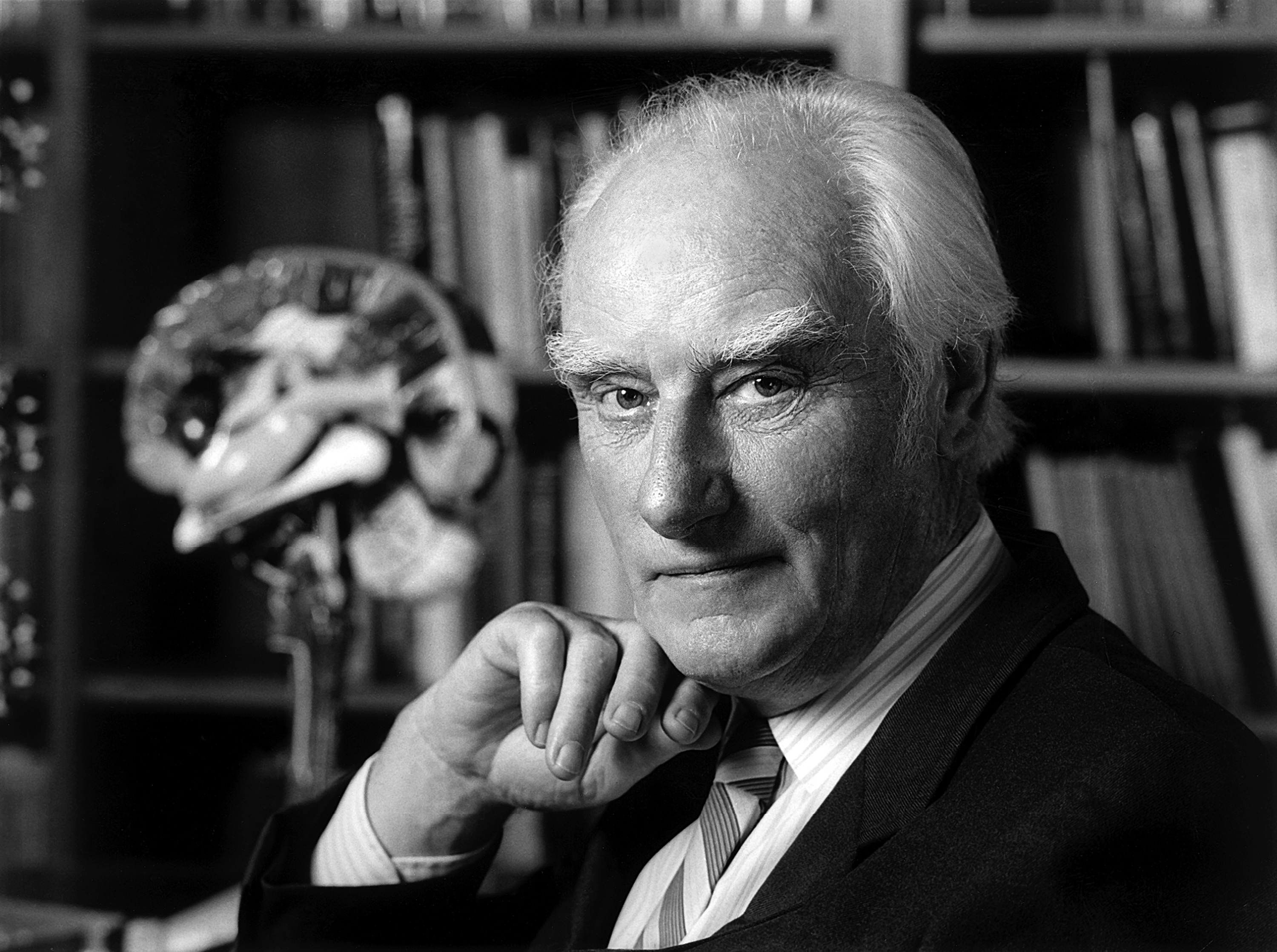
“DNA双雄”之一的弗朗西斯·克里克在UCL获得物理学士学位，并曾是博士生。

1. 1922年：阿奇博爾德·希爾(Archibald Vivian Hill)：生理学教授1923–1951
2. 1929年：弗雷德里克·霍普金斯(Sir Frederick Gowland Hopkins)：学士
3. 1936年：亨利·哈利特·戴尔(Sir Henry Hallett Dale)：博士后/研究员
4. 1936年：奥托·勒维（Otto Loewi）：研究员。
5. 1938年：柯奈尔·海门斯(Corneille Heymans)：研究员[2]
6. 1960年：彼得·梅达沃(Peter Brian Medawar)：动物学教授1951–62
7. 1962年：弗朗西斯·克里克(Francis Harry Compton Crick)：学士。DNA双螺旋之父之一
8. 1963年：安德魯·赫胥黎(Andrew Fielding Huxley)：生理学教授
9. 1970年：伯纳德·卡茨(Bernard Katz)：博士期间研究/博士
10. 1970年：乌尔夫·冯·奥伊勒(Ulf Svante von Euler)：交换生(洛克菲勒学者)、学生、研究员。冯·奥伊勒曾多次在UCL学习、工作。
11. 1988年：詹姆士·W·布拉克(Sir James Black)：药理系教授及主任
12. 1991年：伯特·薩克曼(Bert Sakmann)：研究员
13. 2007年：马丁·埃文斯(Professor Sir Martin Evans)：博士

### 诺贝尔文学奖得主
1. 1913年：罗宾德拉纳特·泰戈尔(Rabindranath Tagore)：学生（未完成学业）。首位亚洲诺贝尔奖得主

### 诺贝尔经济学奖
1. 2000年：詹姆斯·赫克曼（James Heckman）：2004年至2008年，伦敦大学学院经济系宏观经济学杰出讲座教授。

## 诺贝尔奖对等奖

### 菲尔兹奖
菲尔兹奖有“数学界的诺贝尔奖”之称，伦敦大学学院的校友中有三人荣获此殊荣：（英国菲尔兹奖得主共有六位，有UCL背景的占了一半）
1. 1958年：克勞斯·羅特(Professor Klaus Roth)：博士及讲师
2. 1970年：艾倫·貝克(Professor Alan Baker)：学士
3. 1998年：蒂莫西·高爾斯(Professor Tim Gowers)：教授

### 沃尔夫奖
沃尔夫奖有“以色列诺贝尔奖”之称，以下为不完全列表：
1. 羅傑·潘洛斯(Roger Penrose)：数学学士
2. 彼得·希格斯(Peter Higgs)：讲师